# محمد ناجي عطري
محمد ناجي العطري (ولد: 1944، حلب - ) مهندس وسياسي سوري كان رئيس وزراء سوريا في الفترة ما بين العام 2003 إلى العام 2011.

## النشأة والتعليم
ولد العطري في حلب عام 1944، حصل على بكالوريوس في الهندسة المعمارية من جامعة حلب عام 1967 على دبلوم في التخطيط الحضري من هولندا. وهو يجيد اللغتين الفرنسية والإنكليزية.

## الحياة المهنية
ترأس العطري مجلس المدينة في حلب من 1983 إلى 1987 وهو محافظ سابق لحمص. وكان رئيساً لنقابة المهندسين في حلب في الفترة من 1989 إلى 1993. وهو عضو قديم في حزب البعث العربي الاشتراكي الحاكم. في آذار 2000 أصبح عضواً في اللجنة المركزية لحزب البعث وفي حزيران 2000 من القيادة الإقليمية المؤثرة في الحزب. في آذار 2000 تم تعيينه أيضًا نائباً لرئيس الوزراء لشؤون الخدمات، وقد خدم في هذا المنصب حتى عام 2003. انتخب رئيساً للبرلمان السوري في آذار 2003.

## رئاسة الوزراء
تم تعيينه رئيساً للوزراء في 10 أيلول 2003. وقد قيل إن ترشيحه يجمع بين «الاتجاهات التكنوقراطية والبعثية» في السياسة السورية. في 29 آذار 2011 استقالت الحكومة بكاملها عقب الاحتجاجات المناهضة للنظام. في 3 نيسان 2011 عين الرئيس الأسد عادل سفر ليخلف العطري.

## وصلات خارجية
- رئاسة مجلس الوزراء نسخة محفوظة 29 نوفمبر 2014 على موقع واي باك مشين..

| المناصب السياسية      | المناصب السياسية            | المناصب السياسية  |
| --------------------- | --------------------------- | ----------------- |
| سبقه عبد القادر قدورة | رئيس مجلس الشعب السوري 2003 | تبعه محمود الأبرش |
| سبقه محمد مصطفى ميرو  | رئيس وزراء سوريا 2003–2011  | تبعه عادل سفر     |